# Juan Francisco de Bahí y Fonseca
Juan Francisco de Bahí y Fonseca (Blanes, Gerona, 1775 - Barcelona, 1841) fue un médico y naturalista español, destacado exponente de la "racionalización" de la agricultura en España.
Estudió en la Universidad de Cervera. Fue profesor de botánica en la Escuela botánica y Agricultura creada por la Junta de comercio de Barcelona en 1807 y dirigió la sección agrícola de las Memorias de Agricultura y Artes de la Junta.
- La abreviatura «Bahí» se emplea para indicar a Juan Francisco de Bahí y Fonseca como autoridad en la descripción y clasificación científica de los vegetales.[2]